# جيرهارد كورنر
جيرهارد كورنر (بالألمانية: Gerhard Körner)‏ (و. 1941  م) هو لاعب كرة قدم من ألمانيا، وألمانيا الشرقية، ولد في تسفيكاو، شارك في كرة القدم في الألعاب الأولمبية الصيفية 1964، مركز لعبه هو لاعب وسط.

## روابط خارجية
- جيرهارد كورنر على موقع الاتحاد الأوربي (الإنجليزية)
- جيرهارد كورنر على موقع قاعدة بيانات كرة القدم.إي يو (الإنجليزية)
- جيرهارد كورنر على موقع بيانات كرة القدم. دي إي (الألمانية)
- جيرهارد كورنر على موقع ناشيونال فوتبول تيمز (الإنجليزية)
- جيرهارد كورنر على موقع عالم كرة القدم.نت (الإنجليزية)
- جيرهارد كورنر على موقع أوليمبيديا (الإنجليزية)